# Erich Hoepner
Erich Hoepner, född 14 september 1886 i Frankfurt an der Oder, död 8 augusti 1944 i Berlin, var en tysk militär. Han befordrades till generalöverste 1940. Han erhöll Riddarkorset av Järnkorset 1939.
Hoepner dömdes till döden för delaktighet i 20 juli-attentatet mot Adolf Hitler och avrättades genom hängning i Plötzenseefängelset i Berlin.

## Biografi
Erich Hoepner föddes 1886 i Frankfurt an der Oder som son till Kurt Hoepner och dennes fru Elisabeth. Efter avlagd studentexamen tog Hoepner 1905 värvning i armén. Följande år utnämndes han till löjtnant.

### Andra världskriget
Den 22 juni 1941 anföll Tyskland sin tidigare bundsförvant Sovjetunionen och inledde Operation Barbarossa. Adolf Hitler hade uttryckt att detta skulle bli ett ideologiskt förintelsekrig mot bolsjevismen. Med Hoepners goda minne arkebuserades ryska politiska kommissarier, så kallade politruker. Den 5 december 1941 gav Hoepner sina utmattade enheter order om reträtt, vilket Hitler kategoriskt hade förbjudit. Följande månad avskedades Hoepner från armén för "feghet och ohörsamhet".

## Utmärkelser
- Riddarkorset av Järnkorset: 27 oktober 1939
- Riddarkorset av Hohenzollerska husorden med svärd
- Järnkorset av andra klassen (FVK)
- Järnkorset av första klassen (FVK)
- Fredriksordens riddarkors av andra klassen med svärd
- Ärekorset (Ehrenkreuz für Frontkämpfer)
- Wehrmachts tjänsteutmärkelse (I–IV klassen)
- Tilläggsspänne till Järnkorset av andra klassen
- Tilläggsspänne till Järnkorset av första klassen